# Jiří Vávra
Jiří Vávra (* 6. März 1975 in Liberec) ist ein ehemaliger tschechischer Fußballspieler.

## Karriere
Vávra begann mit dem Fußballspielen bei Slovan Liberec. Seine erste Profistation war 1993/94 Dukla Prag, anschließend wechselte der damalige U21-Nationalspieler zu Slavia Prag. Am 8. Mai 1995 bestritt der damals 20-Jährige sein einziges Länderspiel. In der Begegnung gegen die Slowakei in Bratislava wurde er in der 90. Spielminute für Radim Nečas eingewechselt. Ein Jahr später wurde er mit Slavia Prag, in dessen Mannschaft er Stammspieler war, tschechischer Meister.
In der Saison 1997/98 spielte Vávra für den israelischen Klub Maccabi Haifa, danach kehrte er in die tschechische Liga zurück und war zwei Spielzeiten für den FK Jablonec aktiv. Anschließend wechselte der Mittelfeldspieler zu Marila Příbram, kurz darauf zu Viktoria Žižkov. Es sollte seine letzte Profistation bleiben. In der Saison 2003/04 spielte er für den SK Hořovice, dann kurzzeitig für den slowakischen Zweitligisten Družstevník Báč, im Frühjahr 2005 für Spolana Neratovice. Seit der Saison 2005/06 steht er im Aufgebot des Viertligisten Viktorie Jirny. Dort beendete er im Jahr 2006 seine Laufbahn.